# تيردوبياتي
تيردوباتي هي بلدية (كوموني) تقع في محافظة نوفارا ضمن منطقة بييمونتي في إيطاليا. تبعد حوالي 90 كم إلى الشمال الشرقي من تورينو وحوالي 10 كم جنوب شرق نوفارا.
تحد بلدية تيردوباتي كل من: كاسولنوفو، غارباينا نوفاريزي، نيبيولا، سوتساكو، تورناكو، وفيسبولاتي.